# 1er régiment d'artillerie de marine
Pour les articles homonymes, voir 1er régiment et Rama.
Le 1er régiment d'artillerie de marine (1er RAMa) est un régiment de l'Armée de terre française. Il est le plus ancien régiment d'artillerie de marine, avec les "quatre vieux" régiments d'infanterie de marine (les 1er, 2e, 3e et 4e régiments d'infanterie de marine) ainsi que le 2e régiment d'artillerie de marine et a fait partie de la fameuse Division Bleue.
Implanté à Montlhéry depuis 1977, il a été transféré en 1993 sur l'ancienne base aérienne américaine située à Couvron-et-Aumencourt (Aisne), non loin de Laon. Il a intégré la 1re brigade mécanisée à compter du 1er août 2009 et a déménagé à Châlons-en-Champagne en 2012. Le 1er régiment d'artillerie de marine est dissous le 30 juin 2015,.
En 2025, il devient le 1er groupement d'instruction des troupes de marine (1er GITdM).

## Création et dénominations
- 1622 : Création par le cardinal de Richelieu des compagnies franches et ordinaires de la mer. Ces compagnies, chargées du service en mer, comprennent des bombardiers.
- 1692 : Les bombardiers sont regroupés dans le corps d'artillerie de la marine, ancêtre du 1er RAMa.
- 1769 : Corps royal d'artillerie et d'infanterie de marine
- 1772 : Corps royal de la Marine
- 1774 : Corps royal d'infanterie de marine, donne naissance au Corps royal des canonniers-bombardiers coloniaux
- 1781 : Corps royal de la Marine, donne naissance au Corps royal de l'artillerie des Colonies
- 1786 : Corps royal des canonniers matelots
- 1792 : Corps d'artillerie et d'infanterie de marine
- 1803 : Création d'un régiment au sein du corps d'artillerie de Marine : les Marins de la Garde impériale.
- 1900 : Les troupes deviennent coloniales et passent sous l'autorité de l'Armée de terre : le régiment devient le 1er régiment d'artillerie coloniale (1er RAC).
- 1924 : dissout, prend le nom de 111e régiment d'artillerie lourde coloniale (111e RALC)
- 1929 : le 58e RAC devient 1er RAC
- 1940 : Le régiment est dissous à l'armistice.
- 1945 : Le 1er RAFFL reprend l'étendard et les traditions du 1er RAC.
- 1958 : Les troupes coloniales deviennent Troupes de Marine, le 1er RAC devient le 1er RAMa.
- 2015 : dissolution.
- 2019 : centre de formation initiale des militaires du rang de la 9e brigade d'infanterie de marine - 1er régiment d'artillerie de marine (CFIM-1er RAMa)
- 2025 : 1er groupement d'instruction des troupes de marine (1er GITdM).

## Historique

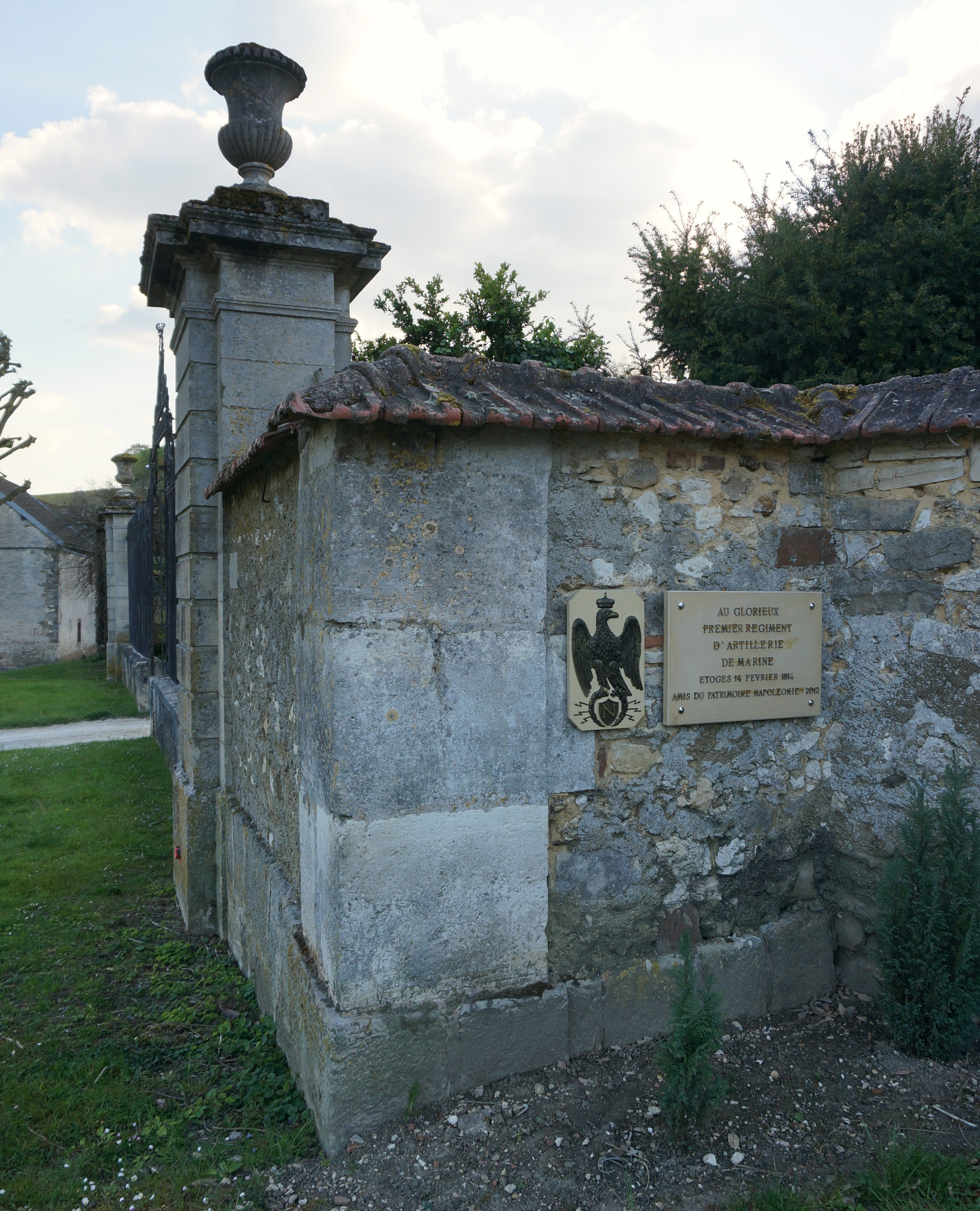
Plaque mémoriale des batailles du 10.02.1814 à Etoges (51).

### Révolution et Premier Empire
1803 : Un régiment est créé au sein du corps d'artillerie de la marine. Il participe aux guerres napoléoniennes, notamment aux campagnes de Saxe (1813) et de France (1814). C'est une unité directement issue du bataillon de marins de la Garde consulaire, et rattachée à la Garde impériale. Constitués en un bataillon de 8 équipages de 150 hommes chacun, employés comme artilleurs, les marins de la Garde impériale auront leur baptême du feu à la bataille de Bailén en Espagne, en 1808.

### De 1815 à 1848
1838 : Première expédition au Mexique.

### Second Empire
1854-1855 : Le régiment participe à la guerre de Crimée et au siège de Sébastopol.
1863 : Deuxième expédition au Mexique.
1870 : Le régiment forme l'artillerie de la "Division de Marine" (ou Division Bleue) qui regroupe les quatre régiments d'infanterie de marine. La division se couvre de gloire à Bazeilles (31 août et 1er septembre) près de Sedan. La commémoration des combats de Bazeilles est célébrée chaque année par les troupes de Marine, dont c'est la fête.

### De 1871 à 1914
1883-1885 : Participation à la guerre du Tonkin, qui confirme la présence française en Indochine.
1892 : Le régiment forme l'artillerie de l'expédition du Dahomey (aujourd'hui Bénin).
1895 : Le régiment prend part à la conquête de Madagascar.

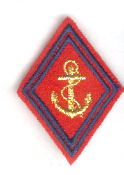
Insigne d'épaule gauche de l'artillerie de marine.

1900-1901 : Le régiment prend part à l'expédition de Chine (guerre des Boxers).
1910 : Le régiment est le premier régiment d'artillerie à recevoir la croix de la Légion d'honneur.

### Première Guerre mondiale
1914-1918 : Le 1er RAC forme l'artillerie de la 2e DIC (division d'infanterie coloniale).
Le régiment est cité deux fois à l'ordre de l'armée et reçoit la Croix de guerre 1914-1918.

#### 1914
- 22 août : Combats de Rossignol
- il s'illustre lors des combats de la Marne

#### 1915
- 25 septembre-6 octobre : seconde bataille de Champagne

#### 1916
- Somme

#### 1917
- L'Aisne

#### 1918
- Reims

### Entre-deux-guerres
En 1922, Le colonel Paul Joalland, ancien chef de la mission Joalland-Meynier, prend la tête du 1er régiment d'artillerie coloniale (RAC) alors basé au quartier Frébault à Lorient, régiment qu'il quittera en 1924 pour retourner en AOF.

Lors de la réorganisation des corps d'artillerie décidée en 1923, le 1er RAC devient le 1er janvier 1924 111e régiment d'artillerie lourde (hippomobile) colonial à Lorient. Il est rattaché au 11e corps d'armée et rejoint Libourne. Le 1er mai 1929, le 111e RALC reprend le nom de 1er RAC.

### Seconde Guerre mondiale
Le régiment est cité trois fois à l'ordre de l'armée et reçoit la Croix de guerre 1939-1945.
Il reçoit en outre la Croix de la Libération.

#### Drôle de guerre
Le 1er régiment d'artillerie coloniale divisionnaire se dédouble à la mobilisation pour former le 201e régiment d'artillerie lourde coloniale. Ces deux régiments font partie de la 1re division d'infanterie coloniale. Cette division est placée en réserve de la 2e armée qui doit en premier lieu protéger la ligne Maginot d'une manœuvre tournante.
Le lieutenant-colonel Fadi est alors chef de corps du 1er RAC.

#### 1940
Lors de l'offensive allemande, la 1re DIC doit s'engager vers Stenay puis Mouzon après la percée de Sedan. Isolée, elle ne parvient pas le 15 mai à tenir sa position. À partir du 16, le 1er RAC couvre l'installation de sa division au sud de Beaumont-en-Argonne.
Le 23 mai, l'artillerie de la 1re DIC soutient la 6e DIC voisine attaquée par les Allemands. Le 9 juin, les Allemands lancent l'offensive général Fall Rot. La 1re DIC résiste mais se prépare à l'ordre général de repli donné le lendemain à la 2e armée. Les artilleurs reçoivent donc l'ordre de ne pas économiser les munitions qu'ils risquent de devoir abandonner. Les Allemands sont surpris par la densité du feu français, ce qui contribue au succès de la manœuvre de repli.
Après un mouvement marqué par les ordres et contre-ordres, la division rejoint finalement le 14 au soir le front sur la Saulx entre Robert-Espagne et Bazincourt. Mais les Allemands passent pas les flancs de la division et le 15 au matin le PC du 1er RAC, installé à Combles-en-Barrois, est attaqué par le Kampfgruppe Eisebeck de la 6e Panzerdivision. La 4e batterie du 1er RAC, elle, revendique seize blindés détruits face au Kampfgruppe Koll de la même division. En lien avec la 3e DINA voisine, la 1re DIC parvient à se replier.
Elle se positionne le 18 juin sur la Meuse. Installé à Harréville-les-Chanteurs, le deuxième bataillon du 12e RTS et le troisième groupe du 1er RAC repoussent les Allemands. Mais dans leur repli, ces deux unités sont étrillées par les chars allemands le 19 au matin à l'est de Beauffremont.
Epuisée, la 1re DIC cesse d'exister le 21 juin et les restes du 1er RAC sont encerclés et capturés.

#### 1941
Avec l'artillerie des Forces françaises libres qui vient de participer aux combats fratricides de Syrie, le chef d'escadron Laurent-Champrosay forme le 1er RAFFL (Régiment d'Artillerie des Forces Françaises Libres) de la 1re division française libre.

#### 1942
- Bataille de Bir Hakeim
- Première bataille d'El Alamein
- Seconde bataille d'El Alamein

#### 1943
- Campagne de Tunisie : Takrouna…
- Campagne d'Italie Garigliano, Pontecorvo…

#### 1944
- Débarquement de Provence et Libération de la France : libération de Toulon, batailles des Alpes, bataille de la trouée de Belfort, bataille d'Alsace.

#### 1945
- Libération de la France : Poche de Colmar, libération de Strasbourg, bataille de l'Authion.

### De 1945 à nos jours
Le 1er avril 1951, le 1er RAMa s’installe au quartier Pajol à Melun.
1956-1962 : Un détachement du régiment participe aux opérations en Algérie.
1977 : Le régiment quitte Melun pour la nouvelle garnison au quartier Picard à Montlhéry. Il y est stationné avec deux autres régiments, le RMT et le 121 RT. Ses 5 batteries de combat sont équipées de 155 AuF1. Les batteries partent régulièrement en "tournante" à l'étranger (Djibouti etc) pour de longs mois loin de leurs foyers, précédée par les précurseurs qui préparent la logistique.
1993 : Le 2 août, le régiment prend ses nouveaux quartiers à Laon Couvron, une ancienne base aérienne.
1993-1996 : Le 1er RAMa envoie des détachements en Bosnie-Herzégovine, au sein de la force de réaction rapide (bombardement des batteries serbes du mont Igman) durant le bombardement de la Bosnie-Herzégovine par l'OTAN en 1995 ou de l'IFOR, chargée de faire respecter les accords de Dayton. Le 1er août 1993, le régiment est affecté en garnison au quartier Mangin à Laon-Couvron.
2009 : Il perçoit le premier canon CAESAR le 10 juin. Ce canon remplace l'AMX AuF1 en service depuis juillet 1990. Le 1er août, il quitte la 2e brigade blindée après 42 ans et intègre la 1re brigade mécanisée.
2012 : Le 19 juin, le régiment prend ses nouveaux quartiers à Châlons-en-Champagne où il relève le 402e RA dissout. Il en hérite l'ancienne batterie sol/air (150 bigors), baptisée à Bazeilles début juillet.
2015 : Le 30 juin, le 1er RAMa est dissous. La cérémonie de dissolution est présidée par le chef d'état-major de l'Armée de terre, le général d'armée Jean-Pierre Bosser, en présence des anciens chefs de corps du régiment et du chef de corps du 1er RAMa, le colonel Malod.
2019 : Le 21 mai 2019, la garde de l'étendard du 1er RAMa a été confiée au centre de formation initiale des militaires du rang de la 9e brigade d'infanterie de marine, implanté à  Coëtquidan.
Le 1er juillet 2025, le CFIM - 1er RAMa change d'appellation et devient le 1er groupement d'instruction des troupes de marine (1er GITdM). Il conserve l'emblème et les traditions du 1er régiment d'artillerie de marine.

## Traditions

### Fête des troupes de marine
Elle est célébrée à l'occasion de l'anniversaire des combats de Bazeilles. Ce village a été 4 fois repris et abandonné sur ordres, les 31 août et le 1er septembre 1870.

### Musée
La Maison de la dernière cartouche de Bazeilles, à la sortie est de Sedan,  est un musée consacré à ce fameux combat où les soldats de la coloniale ont résisté jusqu'à ne plus avoir de cartouches malgré les blessés et les morts

### "Et au Nom de Dieu, vive la coloniale!
Les Marsouins et les Bigors (surnoms respectifs des soldats de l'infanterie et de l'artillerie de marine) ont pour saint-patron Dieu lui-même. Ce cri de guerre termine les cérémonies intimes qui font partie de la vie des régiments de troupes de marine. Son origine est une action de grâce du Révérend Père Charles de Foucauld, missionnaire, voyant arriver à son secours les unités coloniales un jour où il était en difficulté avec une tribu locale.

### Chants et traditions
Lors des repas extraordinaires et régulièrement lors des manœuvres, le répertoire des bigors étaient repris par tous. On y trouve nombre de chansons paillardes mais aussi des chants de cohésion et d'autres plus mélancoliques rappelant les différents théâtres d'opération et la vie particulière de ces coloniaux qui passaient autant de temps loin de la mère patrie, des leurs et de leur foyer quand ils en avaient un . On notera l'"hymne de l'infanterie de Marine" officiel, mais aussi "L'Artillerie de marine" dans la catégorie grivoise, et dans la catégorie souvenirs, "Marie Dominique" et "Opium".

### Insigne
L’insigne du régiment (pucelle) est une ancre de marine, un canon posé horizontalement dessus, sur le fond un losange couleur rouge posé sur un écusson de couleur bleu, le contour de couleur or, en haut de chaque côté se trouve une croix de lorraine. Il s'inspire très largement de l'insigne créé par le colonel Laurent-Champrosay pour le 1er RA FFL. Ce colonel était honoré sur le camp de Linas-Montlhery dont un des quartiers portait son nom.

### Devise
Sur leur coiffe, les bombardiers portaient leur devise qui est restée celle du régiment :
"Alter post fulmina terror" ("L'autre terreur après la foudre").

### Faits d'armes et inscriptions sur l'étendard
il porte, cousues en lettres d'or dans ses plis, les inscriptions suivantes, :

### Décorations
L'étendard est décoré de la Légion d'honneur, de la Croix de guerre 1914-1918 (deux palmes), de la Croix de guerre 1939-1945 (trois palmes) et de la Croix de la Libération. Il a droit au port de la fourragère aux couleurs du ruban de la croix de guerre 1914 1918 depuis le 13 août 1918, avec olive aux couleurs du ruban à la croix de guerre 1939-1945. Puis à compter du 18 juin 1996 la fourragère aux couleurs du ruban de la Croix de la libération. Voir la liste des compagnons de la Libération. Le 8 mai 2014, l'étendard a été décoré de la Croix de la Valeur militaire (1 étoile de vermeil).

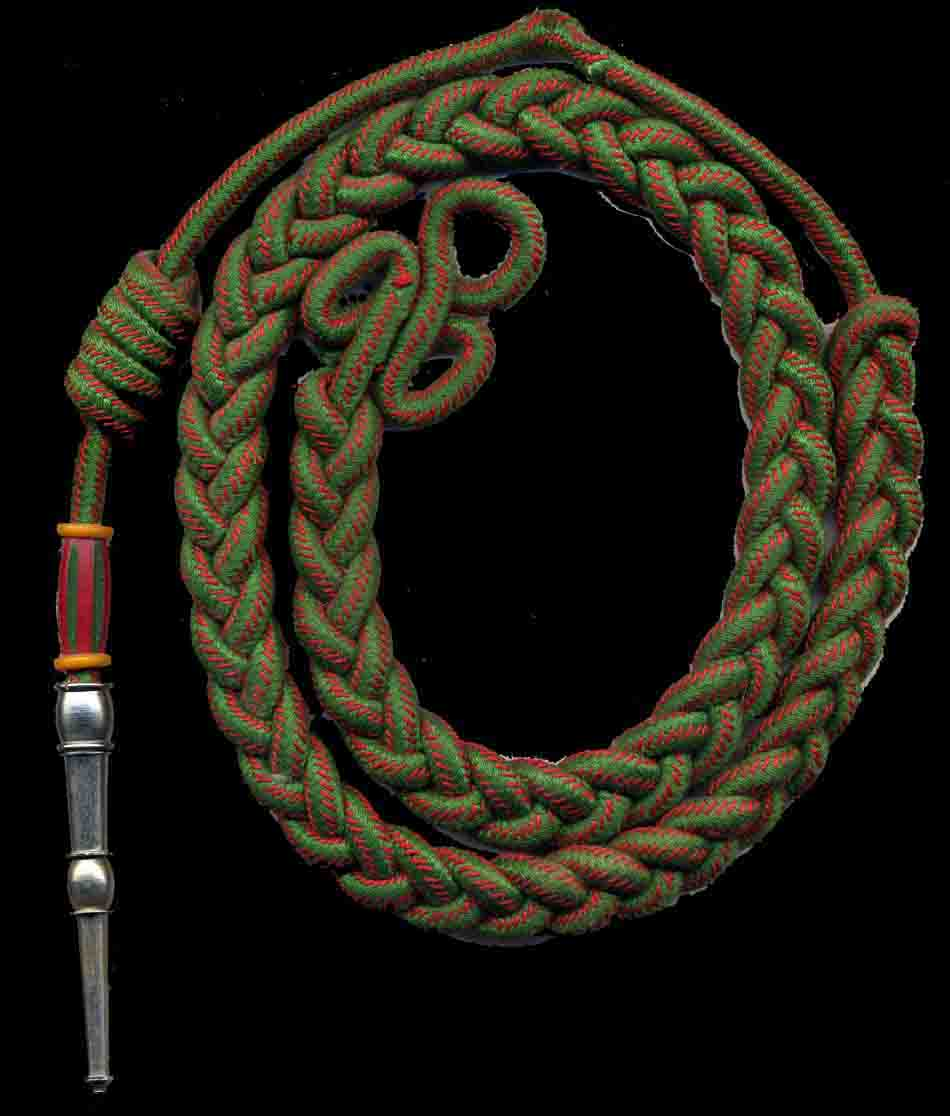
Fourragère aux couleurs du ruban de la croix de guerre 1914-1918 avec olive aux couleurs du ruban de la croix de guerre 1939-1945.
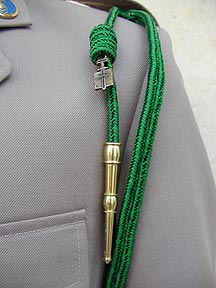
Fourragère aux couleurs du ruban de l'ordre de la Libération.
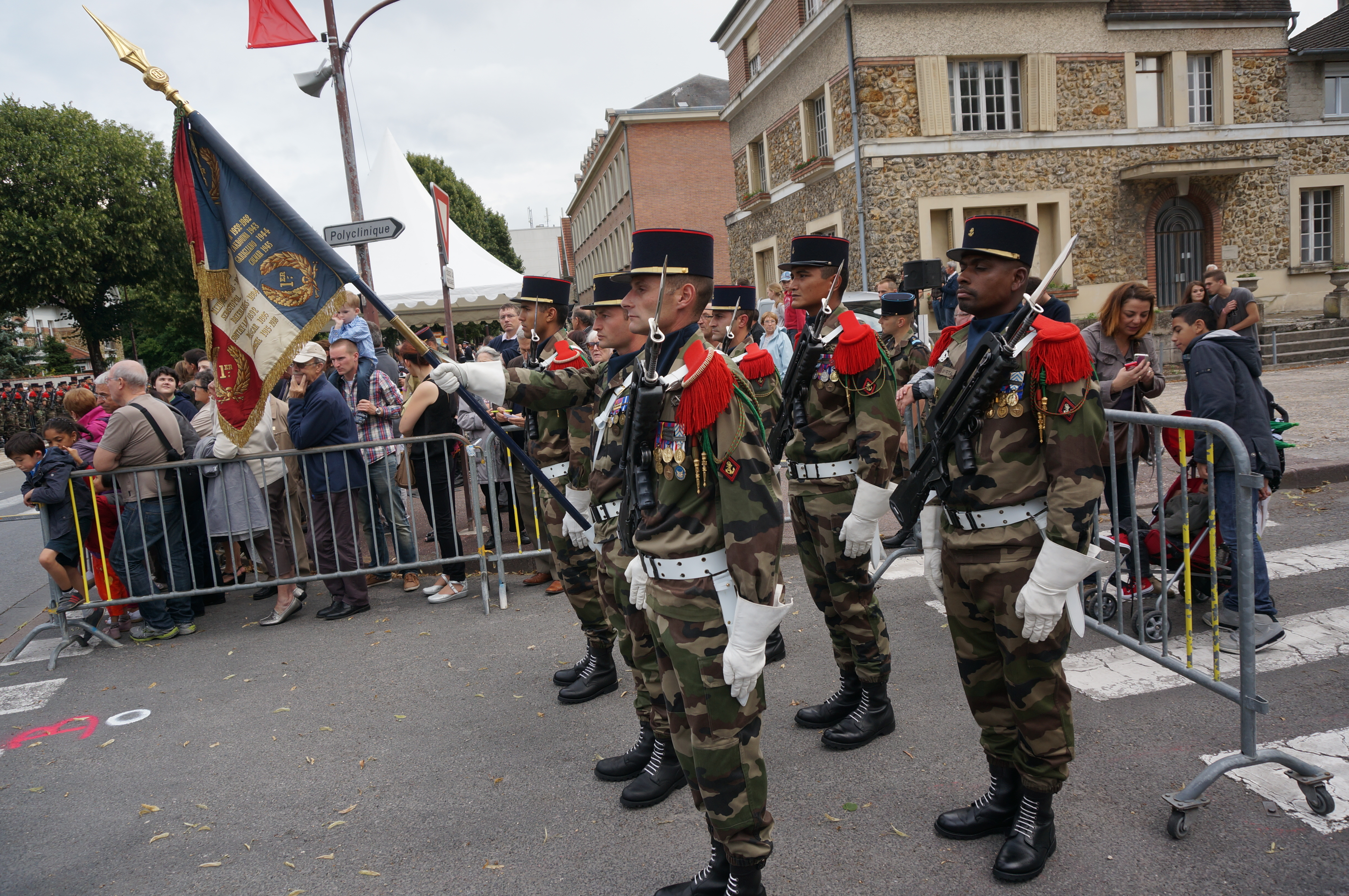
La garde au drapeau du régiment.

## Liste des chefs de corps

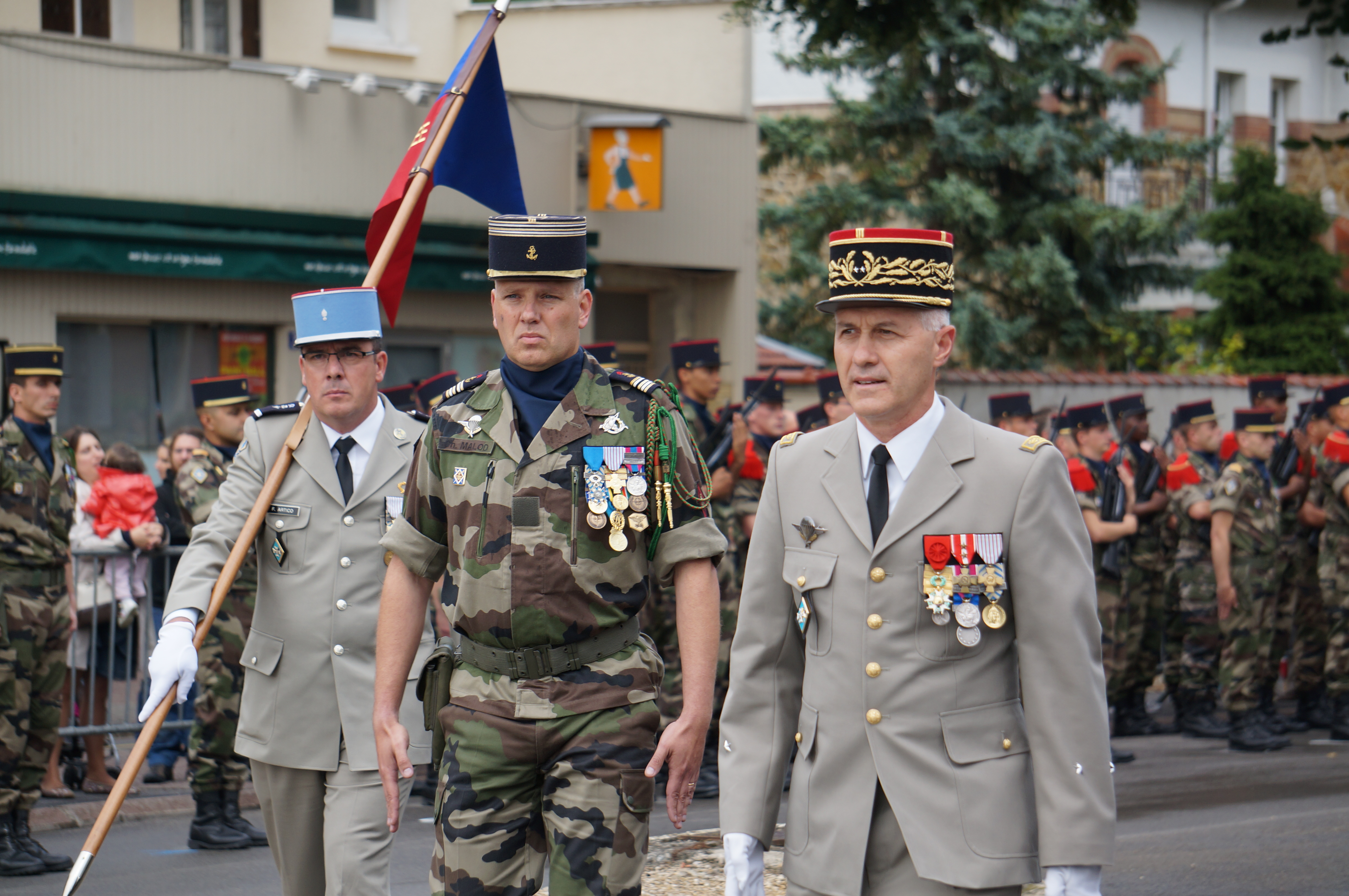
Le colonel Malod le 14 juillet 2014.

La liste est longue depuis la création du corps en 1688. Sous sa dernière appellation de 1er RAMa, la liste est la suivante (le numéro correspond au rang du chef de corps depuis le premier en 1688)
- 030 - 1803 : colonel André François Corderan (*)
- 031 - 1804 : colonel Charles Hyacinthe Alexis Baudry-d’Asson (*)
- - 1922 : colonel Joalland
- - 1925
- 089 - 1958 : colonel Ansidei
- 090 - 1959 : colonel Chanson
- 091 - 1960 : colonel Couetdic
- 092 - 1961 : lieutenant-colonel Lecomte
- 093 - 1962 : lieutenant-colonel Gribel
- 094 - 1963 : lieutenant-colonel Perrot
- 095 - 1964 : lieutenant-colonel Dunoyer de Segonzac
- 096 - 1966 : lieutenant-colonel Maldan
- 097 - 1968 : lieutenant-colonel Boussarie
- 098 - 1970 : lieutenant-colonel Gascard
- 099 - 1971 : lieutenant-colonel Bredèche
- 100 - 1973 : colonel Dire
- 101 - 1975 : lieutenant-colonel Joly
- 102 - 1977 : colonel Leclerc
- 103 - 1979 : lieutenant-colonel Tretout
- 104 - 1981 : lieutenant-colonel Larrière
- 105 - 1983 : colonel Couffinhal
- 106 - 1985 : colonel Robin
- 107 - 1987 : lieutenant-colonel Digonnet
- 108 - 1989 : colonel Mercier
- 109 - 1991 : colonel Texeraud
- 110 - 1993 : colonel Le Floch-Brocquevieille
- 111 - 1995 : colonel Senant
- 112 - 1997 : colonel Gérard
- 113 - 1999 : colonel Laumont
- 114 - 2001 : colonel Otz
- 115 - 2003 : colonel Demain
- 116 - 2005 : colonel Leccia
- 117 - 2007 : colonel Cotard
- 118 - 2009 : colonel Schoonmann
- 119 - 2011 : colonel Vaglio
- 120 - 2013 : colonel Malod, dernier chef de corps

## Personnalités ayant servi au régiment

### Compagnons de la Libérationdu1erRAFFL
- Paul Jonas (1898-1958) ;
- Gaston Tavian (1908-1987) ;
- Louis Rivié (1911-1994) ;
- Gérard Marsault (1912-2000) ;
- Roger Séférian (1915-1942) ;
- Jacques Petitjean (1918-1991) ;
- Jean-Pierre Rosenwald (1920-1942) ;
- Charles de Testa (1920-1986) ;
- Yves Le Dû (1920-2003) ;
- Philippe Marmissolle-Daguerre (1921-1977) ;
- Joseph Canale (1921-1982).

## Le régiment à sa dissolution

### Subordinations
Le régiment était subordonné à la 1re brigade mécanisée, elle-même composante de la force d'action terrestre.

### Organisation
- 2 batteries de tir : B3 - B2.
- 1 batterie de renseignement de brigade : BRB1/B1.
- 1 batterie de commandement et de logistique : BCL.
- 1 batterie spécialisée de réserve : B5
- 1 batterie sol-air : BSA4

La batterie des opérations a été dissoute en juin 2009 conformément aux décisions liées aux restructurations.
La 6e Batterie a été dissoute le 7 avril 2011 avec la batterie d'administration et de soutien.

### Matériels

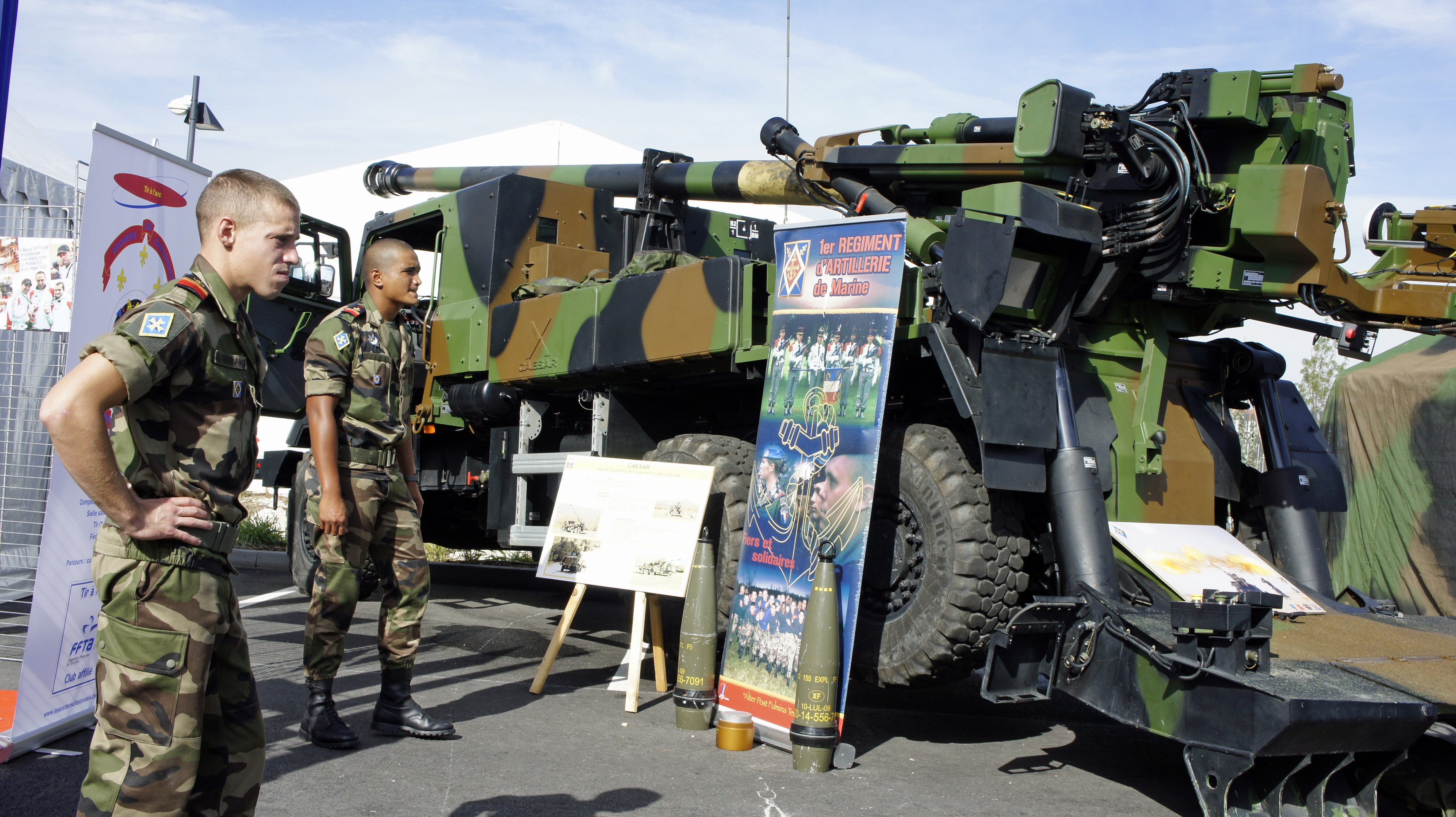
Canons CAESAR de 155 mm présentés par le régiment.

- Canons CAESAR de 155 mm (Camion équipé d'un système d'artillerie) : remplacent le AMX AuF1 depuis juin 2009.
- Mortier de 120 mm. Dénomination exacte : MO 120 RT F1 (Mortier de 120 mm Rayé Tracté modèle F1).
- AMX-10 VOA (véhicule d'observation d'artillerie).
- VAB VIT (véhicule d'implantation topographique).
- VAB P (transport de troupes).
- VAB RASIT.
- PVP (Petit Véhicule Protégé).
- DRAC (Drône d'appui au contact).
- Peugeot P4.
- TRM 2000.
- TRM 10000.
- GBC 180.

### Opérations, MCD
- Côte d’Ivoire : deux compagnies PROTERRE en double dotation mortier de 120 mm (septembre 2003 à janvier 2004).
- Djibouti : armement de la section TRF1 du 5e RIAOM (octobre 2005 à janvier 2006 puis juin à septembre 2008).
- Liban : GA4 AuF1 dans le cadre de l'opération DAMAN (septembre 2006 à janvier 2007 puis juin à septembre 2008 et septembre 2009 à janvier 2010) et GA4 CAESAR de (octobre 2011 à mars 2012) ainsi que deux compagnies PROTERRE (février à mai 2007).
- Tchad : une Section Appui Mortier (SAM) (février 2007 à juin 2007).
- Bosnie : une LOT (février à mai 2007).
- Guadeloupe : deux compagnies PROTERRE (octobre 2005 à janvier 2006).
- Guyane : une compagnie PROTERRE en renfort du groupement Maroni du 9e RIMa (février à mai 2007).
- Mayotte : 2 compagnies PROTERRE en renfort du DLEM (juillet à octobre 2008).
- Afghanistan : OMLT niveau brigade (septembre 2007 à juillet 2008) et OMLT appui (juin à décembre 2008).
- Kosovo : expérimentation de la BRB de juillet à octobre 2008.
- Afghanistan : appui du GTIA Picardie (1er RI) d'octobre 2011 à mars 2012.
- Émirats arabes unis : Détachement GA4 CAESAR + DLOC & JTAC (2013 et 2015).
- Mali : 1 équipe JTAC + 1 équipe ROHUM en DLAO à Kidal (juin à octobre 2014).
- Centrafrique : appui des GTIA Picardie (1er RI) et Korrigan (3e RIMa) d'octobre 2014 à mai 2015.

## Jumelage
- Belgique - 1er régiment d'artillerie de campagne (Belgique) (1A)

## Sources et bibliographie
- Erwan Bergot, La coloniale du Rif au Tchad 1925-1980, imprimé en France : décembre 1982, n° d'éditeur 7576, n° d'imprimeur 31129, sur les presses de l'imprimerie Hérissey.
- Historique du 1er régiment d'artillerie coloniale : campagne 1914-1918, Paris, Chapelot, 40 p., lire en ligne sur Gallica.
- Historique du 1er Régiment d'Artillerie de Marine